# Het leven is te kort
Het leven is te kort is een lied van de Nederlandse zanger Waylon. Het werd in 2021 als single uitgebracht en stond in 2022 als derde track op het album Gewoon Willem.

## Achtergrond
Het leven is te kort is geschreven door Sander Rozeboom, Joost Marsman en Willem Bijkerk en geproduceerd door Rozeboom en Marsman. Het is een lied uit het genre nederpop. In het lied zingt de zanger over zijn drukke leven en dat hij meer tijd samen met zijn geliefde wil besteden. Het is een Nederlandstalig lied, dat een verschil is met de meeste nummers van de zanger, die vooral in het Engels zingt en schrijft. Hij heeft wel eerder een Nederlandstalig lied gezongen, Mis je zo graag, maar hier schreef hij niet aan mee. Over het schrijven van een lied in zijn moedertaal vertelde de zanger dat hij het lastiger vond dan hij dacht. Daarnaast vertelde de zanger dat hij besefte tijdens het schrijven in zijn eigen taal dat het Nederlands veelzijdiger is dan verwacht en er door gefascineerd werd. Het lied werd uitgebracht als voorloper van Gewoon Willem, een Nederlandstalig album dat eind 2022 werd uitgebracht. Voordat dit album werd uitgebracht, kwam er een andere Nederlandstalige single uit van de zanger, ditmaal in samenwerking met Jan Smit; Tussen jou en mij.

## Hitnoteringen
De zanger had weinig succes met het lied in de Nederlandse hitlijsten. De Single Top 100 werd niet bereikt en er was ook geen notering in de Top 40. Bij laatstgenoemde was er wel de negentiende plaats in de Tipparade.